# Leucophenga bistriata
Leucophenga bistriata är en tvåvingeart som beskrevs av Kahl 1917. Leucophenga bistriata ingår i släktet Leucophenga och familjen daggflugor.
Artens utbredningsområde är Filippinerna. Inga underarter finns listade i Catalogue of Life.